# Go-Hanazono
Go-Hanazono (japonsky 後花園天皇, Go-Hanazono-tennó, 10. června 1418 – 18. ledna 1471) byl 102. císař Japonska v souladu s tradičním pořadím posloupnosti. Vládl od 7. září 1428 do 21. srpna 1464.
Princ, jehož osobní jméno (imina) před nástupem na Chryzantémový trůn znělo Hikohito (彦仁親王), byl nejstarším synem císařského prince Fušimiho no-miji Sadafusy  (伏見宮貞成親王, 1372–1456).  Tento panovník z 15. století byl pojmenován po císaři Hanazonovi, který vládl ve 14. století. Výraz go- (後) se doslovně překládá jako „pozdější“. Go-Hanazono tedy může být označován jako „pozdější císař Hanazono“. Jelikož se japonské go v některých starších pramenech rovněž překládalo ve významu „ten druhý“, mohl by tento císař být také označován jako Hanazono druhý či Hanazono II.
Jeho otec byl třetím z větve Fušimi no-mija a vnukem panovníka Severního dvora císaře Sukóa, což z Go-Hanazona dělalo Sukóova pra-pravnuka a současně bratrance ze třetího kolena jeho předchůdce císaře Šókóa. Byl rovněž pra-pra-pra-pravnukem císaře Go-Fušimiho. To je druhý nejvzdálenější vztah mezi císařem a jeho nástupcem po vztahu mezi císařem Go-Komacuem (který byl jak 6. panovníkem Severního dvora, tak 100. císařem v hlavní nástupnické linii podle tradičního pořadí posloupnosti) a jeho předchůdcem v oficiální linii císařem Go-Kamejamou, jenž byl jeho bratrancem ze čtvrtého kolena. 

## Události za Go-Hanazonoova života
Jelikož Go-Hanazonův předchůdce císař Šókó neměl žádného syna, snažil se klášterní císař Go-Komacu zajistit dědictví severní císařské linie Džimjóin proti konkurenční jižní linii Daikakudži. Vybral proto Šókóova bratrance ze třetího kolena, prince Hikohita z větve Fušimi no-mija, aby jej Šókó adoptoval jako svého dědice. Po jeho smrti pak Hikohito usedl na trůn jako císař Go-Hanazono. 
Dne 30. srpna 1428 zemřel v 17. roce své vlády císař Šókó. Bylo mu 27 let. Jeho následníkem se stal jeho adoptivní syn princ Hikohito, který nastoupil na trůn 7. září téhož roku v pouhých 10 letech.
Roku 1429 byl Jošinori Ašikaga jmenován 6. šógunem šógunátu Ašikaga. V roce 1433 jej čínský císař Süan-te v dopisu oslovil jako „japonského krále“.
Dne 12. června 1441 byl na své 47. narozeniny šógun Jošinori Ašikaga zavražděn rukou Norijasua Akamacua. Stalo se tak během představení divadla Nó, kam šóguna pozval vrahův otec samuraj Micusuke Akamacu. Krátce nato byl novým šógunem jmenován Jošinoriho 8letý syn Jošikacu Ašikaga. Čtyři měsíce po vraždě Jošinoriho Ašikagy spáchal jeho vrah spolu s 69 členy rodu Akamacu sebevraždu, poté co na hrad Jamaširo v provincii Harima, kam se ukryli, zaútočila šógunátní armáda.
V roce 1442 zemřel po pádu z koně ve svých 10 letech 7. šógun ašikagského šógunátu Jošikacu Ašikaga. Úřad šóguna zastával pouhé 2 roky. V pořadí 8. šógunem byl poté jmenován jeho mladší bratr Jošimasa Ašikaga.
V září 1443 pronikla skupina ozbrojených rebelů do císařského paláce a založila zde požár. Jeden z povstalců se snažil zabít císaře, Go-Hanazonovi se však podařilo uprchnout. Rebelům se nicméně podařilo zmocnit Tří posvátných pokladů ─ zrcadla Jata no kagami, meče Kusanagi no curugi a klenotu Jasakani no magatama. Zrcadlo později nalezla stráž, meč nalezl jakýsi mnich, avšak místo, kde se nacházel klenot, se podařilo zjistit až v osmém měsíci následujícího roku. Posvátný klenot se do Mijaka (Kjóto) vrátil z bývalého Jižního dvora až v roce 1458.
Roku 1451 dorazilo k císařskému dvoru do Heian-kjó (dnešní Kjóto) poprvé poselstvo z Rjúkjú. Měsíc na to poslal šógun Jošimasa Ašikaga dopis čínskému císaři Ťing-tchajovi.
Dne 21. srpna 1464 se císař Go-Hanazono vzdal trůnu ve prospěch svého syna prince Fusahita (成仁親王), který vešel ve známost jako císař Go-Cučimikado.
Do smrti bývalého císaře Go-Komacua v roce 1433 byl Go-Hanazono formálně hlavou Vnitřního paláce Dairi neboli císařova obydlí. Skutečnou moc u dvora však měl jeho strýc coby takzvaný klášterní císař. Go-Hanazono poté vládl dlouhých 30 let, až do své abdikace 21. srpna 1464, kdy byl opět uveden do praxe obvyklý model nepřímé vlády klášterního císaře. 
Císař Go-Hanazono zemřel 18. ledna 1471 ve věku 52 let.

## Rodina
Císařský princ Hikohito neboli císař Go-Hanazono měl 4 manželky, s nimiž zplodil 4 děti, 1 syna a 3 dcery. Jeho prvorozený syn, císařský princ Fusahito (成仁親王), se posléze stal císařem Go-Cučimikadem.